# スタンダップコーギー
スタンダップコーギーは、かつてマセキ芸能社で活動していた日本のお笑いコンビ。2023年6月28日解散。

## メンバー
奥村 うどん（おくむら うどん、1990年8月1日（34歳） - ）
ツッコミ担当、立ち位置は向かって左。
本名は奥村 智幸（おくむら ともゆき）。
愛知県名古屋市出身。名古屋市立一柳中学校、名城大学付属高等学校、東京アナウンス学院バラエティ学科卒業。
血液型O型。身長163cm、体重61kg。
趣味はオカルト、ダイエット、バスケットボール、ネットサーフィン（オカルト話が中心。他にも、色々なパラドックス、人類最大の謎、偉人の名言など）。特技はダーツ、指ダンス（両手の人差し指と小指を使う）。
小宮浩信（三四郎）、井口浩之（ウエストランド）と仲が良い。度々『三四郎のオールナイトニッポン』（ニッポン放送）やウエストランドの『ぶちラジ!』（YouTube/Podcast）等で奥村のエピソードが話されている。
奥村うどんという芸名は先輩のいのけんが命名したらしい。
『ドラえもん』、お買いものパンダが好き。
虫全般が苦手。
23歳で結婚するも、2016年頃に離婚。子どももいる。結婚していた当時は現事務所所属前でオーディションを受けていた頃であり、結婚歴を明かしたオーディション参加者が次回から姿を見せなくなったこともあって事務所にも相方にも結婚していたのを言えなかったという。日々の小さな喧嘩が積み重なり、妻がもうこれ以上は応援できないと思ったことから離婚へ繋がってしまったらしい。
仕事で遅刻したペナルティとして、事務所ライブの手伝いを2041年11月までしなければならない（2022年6月現在）。
2022年3月まで、槙尾ユウスケ（かもめんたる）がオーナーである新宿カリガリマキオカリー46号店（店長はエルシャラカーニしろう）の従業員をしていた。
かつては中川浩太とコンビ『オンリー2』を組んでいたが、2013年に解散（その後、中川はオオハシとのコンビ『おべんとばこ』を経て、ピン芸人『おべんとばこ』として活動）。2023年7月10日、10年振りにコンビを再結成した事が発表された。

三森 大輔（みもり だいすけ、1992年12月16日（32歳） - ）
ボケあるいはツッコミ兼タイムキーパー（自称）・ネタ作り担当、立ち位置は向かって右。
宮崎県宮崎市出身。宮崎学園高等学校卒業、東京アナウンス学院バラエティ学科中退。
血液型A型。身長176cm、体重64kg。
趣味は野球観戦、遊戯王カード。魚を捌くのが得意。
2019年3月にYouTubeチャンネル『クワカブの部屋』を開設、動画投稿を開始した。
クワガタ・カブトムシが好きで多数の種類を飼育している。自宅の他に同じ虫好き芸人ら（キョンシー蜂丸、堀川ランプ）と共に虫を飼育したり鑑賞するためだけの家を借りている。
青色が好き。
金にハマっていたことがあり金の時計、金の指輪、金のネックレスを付けて舞台に出ていたことがある。
埼玉西武ライオンズが好きで写真を撮られる際必ず手で『L』のポーズ（本人曰く「ライオンズのL」）を作る。
辛い物が苦手。
相方・奥村が病欠のため、1人スタンダップコーギーを披露したことがある。
『クイズ!ヘキサゴンII』（フジテレビ）の上地雄輔に憧れて、芸能界を目指し上京した。

## 来歴
東京アナウンス学院出身者が集まった食事会で出会う。お互い相方を探していたため、その場にいた先輩の薦めで2014年4月にコンビ結成。2015年8月、マセキユース所属になる。コンビ名の由来は「立ち漕ぎ」を英語っぽくしたもの。
2019年、第21回決戦!お笑い有楽城で優勝。また、2021年には賞金奪い合いネタバトル ソウドリ〜SOUDORI〜シーズン5にて優勝し、シーズン6では準優勝を果たした。
2023年6月12日、同月28日を以て解散する事を発表。西新宿ナルゲキにて同月27日開催のライブ「ナルゲキロックス」が、スタンダップコーギーとしての最後の舞台となった。奥村は以降も芸人活動を継続し、前述のようにピン芸人・おべんとばことして活動していた中川浩太と10年振りにコンビ『オンリー2』を再結成。三森は芸人を引退し、今後はYouTubeを拠点に活動して行く。

## 芸風
- ネタは主に漫才で、長台詞を多用したしゃべくり漫才を行う。奥村が仕切りやツッコミをしようとするものの上手く出来ずパニックになり、脈絡のない言動及び挙動をし始めて三森が茶々を入れるというスタイルのネタが多い。ボケとツッコミの役割が途中で入れ替わるコンビであると言える。
- 三森の作った台本通りにネタが進むことは殆ど無く、同じ題材であってもネタの内容は毎回違う。
- 初期の頃は、ネタを始める前に三森がボケ数を発表するというくだりがあった。
- 出囃子は、ManaKanaの『じゃがバタコーンさん』。

## 賞レース成績
- 2019年 第21回決戦!お笑い有楽城 優勝
- 2021年 賞金奪い合いネタバトル ソウドリ〜SOUDORI〜シーズン5 優勝
- 2021年 賞金奪い合いネタバトル ソウドリ〜SOUDORI〜シーズン6 準優勝

### M-1グランプリ
- 2015年 1回戦敗退（初出場）
- 2016年 2回戦進出
- 2017年 2回戦進出
- 2018年 2回戦進出
- 2019年 2回戦進出
- 2020年 1回戦敗退
- 2021年 2回戦進出
- 2022年 2回戦進出[13]

## 出演

### テレビ
- PON!（日本テレビ、2015年11月25日）- 数打ちゃPON!
- サンバリュ「THE城攻め」小田原城攻め落とせ！初の城攻めバラエティー誕生（日本テレビ、2017年5月7日）
- 深夜もロンドンハーツ（テレビ朝日、2017年8月17日）※奥村のみ
- 勇者ああああ～ゲーム知識ゼロでもなんとなく見られるゲーム番組（テレビ東京、2018年2月2日）- ゲーム芸人公開オーディション
- ウチのガヤがすみません!（日本テレビ、2018年7月24日）
- 深夜に発見! 新shock感〜一度おためしください〜（テレビ東京、2018年12月9日）
- ひたすら1万回（テレビ東京、2019年1月1日）※三森のみ
- ※注 芸人調べ（テレビ朝日、2019年1月24日、2019年2月7日、2019年2月14日）
- アメトーーク!（テレビ朝日、2019年4月25日）- 芸人持ち込み企画プレゼン大会
- 前略、西東さん（中京テレビ、2019年4月27日）
- ネタパレ（フジテレビ、2019年5月31日・2022年3月25日）
- 有田ジェネレーション（TBSテレビ、2019年6月17日・7月29日・8月26日）
- ナイツのHIT商品会議室（千葉テレビ、2019年7月3日・10日・17日・24日・8月2日・9日・16日）
- むしTV（中京テレビ、2019年7月6日）※三森のみ
- 芸能人が本気で考えた!ドッキリGP（フジテレビ、2019年7月13日・9月7日）※奥村のみ
- ゴッドタン（テレビ東京、2019年7月13日、2019年7月20日・10月13日）
- ジャンクSPORTS（フジテレビ、2019年8月18日）※三森のみ、再現VTRでの出演
- 日本で一番早いお笑いバトル!フットンダ王決定戦2020（中京テレビ、2020年1月1日）
- 冗談騎士（BSフジ、2020年3月4日・11日）
- 探シタラTV（テレビ朝日、2020年4月3日・10日・5月8日・22日・6月5日・12日・7月17日・24日・8月21日・9月4日・11日・18日・26日）※奥村のみ
- アンタッチャブルのおバカワいい映像バトル（フジテレビ、2020年7月8日）
- シタランドTV（テレビ朝日、2020年10月6日 - 2021年1月19日）※奥村のみ
- さらば青春の光のモルックスタジアム!（TOKYO MX、2021年5月14日）※奥村のみ
- 賞金奪い合いネタバトル ソウドリ〜SOUDORI〜（TBSテレビ、2021年11月2日・9日）
- 水曜日のダウンタウン（TBSテレビ、2022年1月26日）
- ザ・ベストワン（TBSテレビ、2022年3月4日）
- NEWニューヨーク（テレビ朝日、2022年9月28日）※奥村のみ

### ラジオ
- オールナイトニッポン0（ZERO）～決戦!お笑い有楽城～（ニッポン放送、2019年9月14日）
- 高田文夫のラジオビバリー昼ズ（ニッポン放送、2019年12月20日）
- スタンダップコーギーのオールナイトニッポン0（ZERO）（ニッポン放送、2019年12月28日）[14]
- K-PRO児島のお笑い大図鑑（山形放送ほか、2021年3月）
- マイナビ Laughter Night（TBSラジオ、2021年12月3日）

### ネットラジオ
- スタンダップコーギーのカモン@トーヒー（GERA放送局、毎週金曜日20時放送）

### WEB TV
- ロンドンハーツ アイドルトラップ（ビデオパス）※奥村のみ - 2019年4月3日から配信
- &CAST！！「エールチャンピオン-お笑いエールバトル-」 - 2018年11月6日～2019年3月12日
- ロンドンハーツ 今の若手はウラでこんな事やってますネットだからバラしていいよね１５連発！！（ABEMA）※奥村のみ - 2019年5月8日配信
- 恵比寿マスカッツ ハニートラップTV（ABEMA）※奥村のみ - 2021年
- カチコチTV（FANZA TV）※奥村のみ - 2022年5月27日・6月3日
- 2分59秒（ABEMA）※三森のみ - 2022年8月3日・17日
- 7.2 新しい別の窓（ABEMA）※三森のみ - 2023年2月配信

### インターネット配信
ニコジョッキー
- 若手チャレンジ枠 #182 - 2016年1月22日
- カトゥーのニコジョッキー（仮）#1 - 2016年3月23日
- マセキの3組の子豚 #1 - 2016年12月15日
- ジョッキー年末特番2016 一夜限りの復活!GYAOジョッキー - 2016年12月25日
- マセキ芸能社の前説放送 - 2017年6月27日、2018年1月30日
- セイシュン・ダーツのニコジョッキー（仮）#10 ※奥村のみ - 2015年4月27日
- セイシュン・ダーツの星空を抱きしめて #17・#21・#23・#24・#25・#26・#28・#29・#30・#31・#32・#33・#34・#35・#36・#37・#38・#39・#40 ※奥村のみ - 2015年4月27日～2018年2月16日
- ジョッキー5周年記念2時間特別番組 プライドダストシュート ※奥村のみ - 2016年8月31日
- 渉のムチャレンジ #17・#18・#19・#20・#25・#26・#27・#28・#29・#30・#31・#32・#33・#34・#35・#36・#37 ※奥村のみ - 2017年8月4日～
- ジョッキー6周年記念2時間特別番組 ジョッキーアップグレート計画 ※奥村のみ - 2017年8月29日
- 奥村うどん・安原佑・髙野正成のジョッキー（仮）※奥村のみ - 2018年3月16日
- たかやすうどん笹塚支店 #2 ※奥村のみ - 2018年4月20日
- たかやすうどん笹塚本店 #3～ ※奥村のみ - 2018年5月20日～
- ジョッキー7周年記念2時間特別番組 勝ちたくない戦いがそこにある!?裏大喜利王決定戦 ※奥村のみ - 2018年8月29日
- マセキ芸能社の前説放送 ※三森のみ - 2018年10月23日
- 野々宮・南のニコジョッキー Got Talent #3 ※三森のみ - 2018年11月5日
- 完全大喜利ジョッキー（仮）#1　※三森のみ - 2019年1月25日
- 岸森三森の完全大喜利 #1～ ※三森のみ - 2019年3月22日～

### ライブ
- パンキッシュガーデン（事務所ライブ）
- 自主ライブ ごちそうさん（全10回） - 2015年3月23日 - 2015年12月20日
- 自主ライブ 速いビーム - 2016年1月30日 ‐ 2019年12月23日
- PROJECT NewZ - 2017年3月20日 ‐
- ドリームフェスティバル - 2018年2月8日 -
- 自主ライブ バージョンアップ夫人　2020年1月27日 -

### WEB記事
- 600匹のクワガタと、ひとりの芸人が住むところ（マイナビウーマン） ※三森のみ